# هارونية (شبستر)
هارونية هي قرية في مقاطعة شبستر، إيران. عدد سكان هذه القرية هو 193 في سنة 2006.